# Aeroporto de Cleveland Burke Lakefront
O Aeroporto de Cleveland Burke Lakefront (em inglês: Cleveland Burke Lakefront Airport) (IATA: BKL, ICAO: KBKL) é um aeroporto localizado em Cleveland, no estado de Ohio, nos Estados Unidos, as margens do Lago Erie.
O aeroporto foi inaugurado em 1947, desde 1964 hospeda o Show Aéreo Nacional de Cleveland, entre os anos de 1982 e 2007 sediou o Grande Prêmio de Cleveland da CART/Champ Car.